# Thyreodon santarosae
Thyreodon santarosae är en stekelart som beskrevs av Porter 1986. Thyreodon santarosae ingår i släktet Thyreodon och familjen brokparasitsteklar. Inga underarter finns listade i Catalogue of Life.